# Antonio Parlato
Antonio Parlato (Napoli, 1º luglio 1939 – Napoli, 20 luglio 2010) è stato un politico e avvocato italiano.

## Biografia

### Formazione
Maturate consistenti esperienze nello scautismo (nel Cngei e nell'Assoraider, e rivestite cariche prestigiose in queste associazioni giovanili, conseguendo il brevetto internazionale di dirigente), si laureò in Giurisprudenza con una tesi in Diritto della navigazione e dei trasporti e si iscrisse all'albo degli avvocati e procuratori di Napoli nel 1967.

### Attività professionale
Avvocato specializzato in diritto marittimo, aereo e dei trasporti ed in materia infortunistica navale a persone e cose, costituì una società professionale aprendo due studi (a Napoli ed a Genova).
Tra la sua clientela più prestigiosa ci sono stati la Motta, la Rinascente, l'UPIM, il Lloyd's di Londra, oltre ad importanti società e compagnie di assicurazioni marittime e dei trasporti e numerosi armatori.
Dal luglio del 2002 al 31 dicembre del 2003 è stato vice commissario straordinario all'INAIL, dove ha proposto ed ottenuto che fosse redatto e pubblicato il primo “bilancio sociale” di una pubblica amministrazione.
Ha ricoperto dal 1º gennaio 2004 l'incarico di presidente dell'IPSEMA, l'ente di previdenza marittima. Durante i primi quattro anni di presidenza, l'Istituto ha avuto un grande impulso di rinnovamento, tra l'altro inserendo a pieno titolo la prevenzione tra le attività istituzionali dell'IPSEMA, operando perché l'istituto fosse tra le pubbliche amministrazioni che assumono responsabilità sociale d'impresa e pubblicando il primo, il secondo, il terzo e di recente il quarto “bilancio sociale” dell'Ente, e mentre ha reso l'IPSEMA interlocutore istituzionale a tutto campo.
Tra le iniziative più significative assunte dall'istituto durante la sua presidenza c'è stata quella di tagliare il costo del lavoro delle imprese marittime, riducendo i contributi previdenziali del 10% e l'intrapresa di una vasta azione diretta al contrasto al lavoro nero nel settore marittimo (in particolare nel diporto e nella pesca) anche a seguito di protocolli d'intesa con il Ministero del Lavoro e la Guardia di Finanza.
Sciolti a settembre 2008 gli Organi dell'IPSEMA, Parlato è stato nominato Commissario straordinario dell'Ente fino al 30 maggio 2010, data di scioglimento dell'Ente e di inserimento nell'INAIL.

### Attività politica
Nel solco degli impegni politici familiari (il nonno Michele fu consigliere provinciale di Salerno e poi Vice sindaco di Napoli, il padre Vincenzo fu due volte consigliere provinciale a Napoli prima del MSI e poi della lista MSI-Stella e Corona), iniziò il suo analogo percorso.
Nei primi anni dell'Università (1958) si iscrive alla Giovane Italia e poi al GUF (Gruppo Universitario Fiamma) candidandosi alle elezioni ed ottenendo lusinghieri risultati. Ma successivamente dedicandosi al superamento degli esami ed alla successiva attività professionale quale avvocato marittimista, lasciò l'impegno politico per poi riprenderlo nei primissimi anni settanta, diventando Coordinatore del settore Giustizia della Consulta Corporativa Napoletana, un organismo  composto da esponenti della società civile, professionisti, imprenditori e che sosteneva sul piano tecnico-politico il Movimento Sociale Italiano.
Nel 1975 si candida al Consiglio Comunale di Napoli per il MSI ed è eletto, come accadrà ripetutamente sino alla ultima consiliatura quando assumerà il ruolo di Presidente del Gruppo consiliare di Alleanza Nazionale e di coordinatore anche degli altri Gruppi di opposizione (F.I., UDC ed altri) ed avanzando la tesi della cultura di governo sussistente anche in questo ruolo con una opposizione di controllo e di progetto: è il momento della presentazione di numerose proposte di delibera consiliare e di centinaia di mozioni che costringono la maggioranza al confronto e spesso pervengono all'approvazione unanime da parte del Consiglio, con il benestare della Giunta allora presieduta da Antonio Bassolino. Questo non impedisce di svolgere una opposizione di alto livello contenutistico: il PRG della città, presentato dalla Giunta, viene approvato solo due anni dopo la presentazione e non senza numerosissimi emendamenti ed ordini del giorno proposti dalla opposizione “governante”. Un ampio saggio “Destra di Governo” documenta questa fase politica.
Parlato effettuava frattanto un percorso interno al suo partito, aderendo sin dal principio alla corrente di minoranza, che faceva capo a Pino Rauti, e dove era fortemente sottolineato il valore della cultura, della identità e della più estesa sensibilità sociale. 
Si candida per la prima volta a Segretario federale del MSI di Napoli nel 1976, presentando un documento inusuale, un esteso progetto a stampa, F/77, con la prefazione di Rauti e nel quale descrive nei particolari l'articolazione politica e quella organizzativa della struttura federale della quale a Napoli il MSI avrebbe dovuto dotarsi. Non vince ma la conoscenza della sua significativa personalità politica all'interno del Partito è assicurata. 

#### Deputato alla Camera
Nel 1979 Parlato è eletto deputato alla Camera con il MSI-DN . Svolge un'intensa attività politica dedicandosi ai problemi del Mezzogiorno ed al rispetto della legalità, intervenendo centinaia di volte in aula ed in Commissione (prima quella Trasporti, poi quella Bilancio e Programmazione Economica, e nella Bicamerale per il Mezzogiorno). Noto l'episodio in cui Gennaro Viggiano, imprenditore lucano, denuncia per tangenti Ciro Grande, sindaco di Vietri di Potenza nel 1987. Intanto Parlato nel 1982 e nel 1986 è eletto, con un numero crescente di consensi Segretario federale di Napoli, dove la corrente rautiana, che è in minoranza a livello nazionale, a livello provinciale diventerà di maggioranza. Gli esperimenti e le iniziative assunte come Segretario Federale sollecitano l'attenzione della stampa sul MSI di Napoli che diventa oggetto di osservazione anche da parte della sinistra. Tanto più che a Napoli è contemporaneamente presente anche (da consigliere comunale) il Segretario nazionale del MSI, Giorgio Almirante, con il quale viene intessuto un rapporto di grande, reciproco rispetto ed efficace collaborazione, sia pure nelle differenze interne che non impediscono ad Almirante di esprimere sempre piena fiducia al Segretario Federale, assicurandosi la sua piena lealtà pur nella diversità di posizioni politiche. Parlato, che dai primi anni del suo impegno politico, è entrato nel Comitato Centrale del Movimento e poi nella Direzione Nazionale del partito, quando Rauti è eletto Segretario Nazionale, è chiamato a curare il delicato ed impegnativo ruolo di responsabile nazionale della Organizzazione e, pur nella sua breve esperienza della Segreteria Rauti, introduce innovazioni nelle procedure e nella gestione politica, per categorie, degli iscritti al Movimento e nelle relazioni tra centro e periferia.

#### Sottosegretario
Dopo le elezioni del 1994, dove è eletto alla Camera con AN con il maggioritario nel collegio Napoli-S.Lorenzo, entra nel I Governo Berlusconi come Sottosegretario al Bilancio, con delega per i problemi del Mezzogiorno, sostenendo numerose iniziative produttive nel Sud, tra cui gli accordi di programma che porteranno alla realizzazione del centro orafo il Tarì, a Marcianise (CE) ed al decollo del Porto container di Gioia Tauro (RC). Prima dell'esperienza governativa, e per più legislature, Parlato risultava il presentatore di oltre diecimila interrogazioni che spesso rivelavano e colpivano (anche con numerose conferme in sede giudiziaria) sconcertanti fenomeni di malaffare istituzionale, in particolare nella ricostruzione post-sismica ai danni del Sud e tra le sue battaglie parlamentari si ricorda la denuncia del tentativo dispiegato a bordo del “Britannia” di svendere le partecipazioni statali a stranieri e quell'attacco al finanziere Soros per le sue speculazioni sulla lira che costrinse la Banca d'Italia a difendere la moneta nazionale con migliaia di miliardi di lire.
Primo alla Camera per il numero di interrogazioni e proposte di legge nelle ultime legislature.
Nel Congresso di Fiuggi del gennaio 1995, Parlato non segue Rauti nella sua appassionata ed emotiva fuoriuscita dal nuovo soggetto di Alleanza Nazionale, che si rivelerà ben presto un errore politico che negherà al Partito la vitale presenza di una significativa minoranza di confronto, e rifiuta l'invito a guidare quello che ne resta, convinto che i tempi sono cambiati e che occorrerebbe ben altro nel nuovo quadro politico che si va configurando. Nel 1996 non viene rieletto alla Camera nel collegio maggioritario dove era candidato.
Fino alla sua scomparsa, Parlato è stato membro dell'Assemblea Nazionale di AN.

### Attività culturale
Studioso di economia, di meridionalismo, di questioni sociali nonché di storia medioevale,
ha scritto migliaia di articoli sugli stessi argomenti, apparsi su quotidiani, libri e riviste.
È autore di numerosi saggi. Ha diretto il sito del quotidiano telematico "Iniziativa Meridionale" – che ha superato largamente un milione di contatti nel 2007- e l'AGIM, Agenzia stampa telematica di Iniziativa Meridionale. È stato direttore di Nautes, il bimestrale dell'IPSEMA sulla cultura e l'economia del mare. È stato socio della fondazione “Federico II di Hohenstaufen” di Jesi, della “Società napoletana di storia patria” e membro del comitato scientifico della ONLUS “Incontri Napoletani”, della "Fondazione economiareale" e della Confraternita dei Pellegrini. Partecipava al Comitato d'Indirizzo della "Fondazione Valenzi".

## Riconoscimenti
Per il suo impegno culturale gli sono stati assegnati vari premi – come quello giornalistico internazionale dell'INARS – l'ultimo dei quali è stato quello intitolato a Francesco Grisi per l'opera su "I nuovi primati del Sud". L'opera su "Ulisse e le sirene" l'ha visto tra i finalisti del Premio Viareggio 2007, mentre nell'edizione 2008 del Premio, all'opera "Sua Maestà il Baccalà" è andata la speciale menzione della Giuria.
È tra i “benemeriti” del CIRM per il soccorso sanitario in mare ed ha ricevuto il riconoscimento del “Nettuno dorato” dell'"ARCI pesca" per il suo impegno per le tematiche ambientali.
È stato chiamato dalla Confitarma (Confederazione italiana armatori) a far parte del Comitato Scientifico dell'"italian marittime academy" di Manila. Nell'ottobre del 2007 è stato insignito a Genova dal "Collegio nazionale dei capitani di lungo corso e macchina" del Premio San Giorgio con questa motivazione: “Per l'instancabile dedizione ed il costante impegno a favore della “gente di mare” tutta.” Antonio Parlato, a gennaio del 2008, è stato poi insignito della medaglia d'oro dell'Ordine degli Avvocati di Napoli "a testimonianza della sua lunga attività professionale, nella quale si è distinto per competenza, per probità, per attaccamento alla toga".

## Pubblicazioni
- Uscire dal capitalismo, Settimo Sigillo
- I Diritti del Mezzogiorno, ESI
- Federico II a Napoli, ESI
- Identità e globalizzazione,  Iniziativa Meridionale
- I nuovi primati del sud, (prefazione di Antonio Ghirelli), Ed. Controcorrente
- Corradino di Svevia, l'ultimo ghibellino, (prefazione di Franco Cardini), Ed. Adda
- Flavio Gioia e la bussola, storia di un magico strumento, Ed. Colonnese
- Responsabilità sociale d'impresa, (prefazione di Mariano D'Antonio), Fondazione Banco di Napoli
- Avviso ai naviganti,  Ed. Il Denaro
- Ulisse e le sirene di Positano, Ed.Colonnese
- Secondo avviso ai naviganti, Ed. Il Denaro).
- Sua maestà il baccalà, Ed. Colonnese, 2007